# Chrysina bruyeai
Chrysina bruyeai är en skalbaggsart som beskrevs av David C. Hawks 1999. Chrysina bruyeai ingår i släktet Chrysina och familjen Rutelidae. Inga underarter finns listade i Catalogue of Life.